# Michelsonne
Michelsonne était une marque de pianos miniatures pour enfants, créés par Victor Michel (1904-1983), et qui furent construits à Paris de 1939 à 1970. Durant cette période, 400 000 pianos jouets Michelsonne ont été vendus. La marque n'existe plus aujourd'hui, l'usine du 7 rue Duvergier à Paris (75019) ayant brûlé durant l'été 1970. Les brevets ont été vendus au fabricant italien Bontempi). 
Fonctionnement : des marteaux tapent contre des tiges métalliques, prises en sandwich dans une barre en fonte, elle-même fixée sur une caisse de résonance, le plus souvent en bois.
Concernant les modèles en bois verni, il s'agit de hêtre, un bois très sec et donc très bon propagateur du son. 
La tige est en acier trempé (composition inconnue). Contrairement aux autres piano-jouets existants, elle est rétrécie de manière conique au niveau de la barre en fonte, un peu comme les tiges de laiton qu'on peut trouver sur certains carillons d'horloges Westminster.
Il existe différents modèles, de marque Michelsonne (fabriqués en Italie) et Michelsonne Paris (production de 1954 à 1970) : 
- toy-piano droit (modèles 13, 16, 20, 25, 30, 37, 49 et 54 touches) ;
- toy-piano à queue (modèles 25, 30 et 49 touches).

Ces pianos sont justes et ont une très belle sonorité, jamais égalée par la qualité du timbre, ce qui en fait des instruments exceptionnels dans leur catégorie. 
C'est pourquoi, de nombreux artistes les utilisent aujourd'hui dans leurs productions, comme Yann Tiersen, Pascal Comelade, Chapi Chapo & les petites musiques de pluie, Klimperei, Les Blérots de Ravel, Jean-Jacques Birgé, Mireille Broilliard, Pascal Ayerbe, Jean-Christophe Clair, Timothée Jolly.